# دینا شریدر
دِینا شریدر (به انگلیسی: Dana Shrader) (زادهٔ ۱۰ ژوئیهٔ ۱۹۵۶) شناگر اهل ایالات متحده آمریکا است.